# Vladimír Buřt
Vladimír Buřt (* 16. března 1964 Albrechtice) je český politik a environmentalista, od roku 2014 starostou města Horní Jiřetín, v letech 2006 až 2014 jeho místostarosta a v letech 2012 až 2016 zastupitel Ústeckého kraje. Narodil se v jedné z více než stovky obcí, které byly zbourány kvůli těžbě hnědého uhlí. Má dceru a dva syny.

## Život
Absolvoval gymnázium v Litvínově, poté vystudoval stavební fakultu ČVUT v Praze. V polovině 80. let konvertoval ke katolické víře a dosud je praktikujícím věřícím. Po skončení vojenské služby pracoval několik let ve státních stavebních podnicích (Báňské stavby Most a stavební závod Státního statku Most). Je zakladatelem a spoluvlastníkem menší stavební firmy, která se specializuje na rekonstrukci historických objektů. Pracuje též jako externí stavební technik a konzultant Biskupství litoměřického. Od roku 1996 žije nedaleko Horního Jiřetína na zámku Jezeří se svou partnerkou Hanou Krejčovou, která je zde kastelánkou.
Dlouhodobě spolupracuje s řadou nevládních organizací, zejména s Hnutím DUHA, Ekologickým právním servisem a s českou odnoží Greenpeace. Je držitelem Ceny Josefa Vavrouška pro rok 2009 za vytrvalou obhajobu udržitelného rozvoje obcí proti soukromým zájmům těžebních firem.
V roce 2011 získal Cenu Ivana Dejmala.
Buřt je jedním z hrdinů dokumentárního filmu Kamenolom Boží režiséra Břetislava Rychlíka.

## Politické působení
V komunální politice působí od roku 1998, kdy byl poprvé zvolen do zastupitelstva v Horním Jiřetíně. Od roku 2003 zastupuje obec v boji proti návrhům ministerstva průmyslu a obchodu prolomit územní limity těžby hnědého uhlí v severních Čechách. Po komunálních volbách v roce 2006 byl zvolen místostarostou. V komunálních volbách v roce 2014 obhájil post zastupitele Horního Jiřetína, když jako člen SZ vedl kandidátku subjektu "Sdružení Strany zelených a nezávislých kandidátů". Sdružení volby ve městě vyhrálo (tj. 27,53 % hlasů a 4 mandáty) a dne 3. listopadu 2014 byl zvolen starostou města. Ve volbách v roce 2018 mandát zastupitele města obhájil jako lídr kandidátky subjektu "Sdružení Strany zelených a nezávislých kandidátů". Na konci října 2018 byl opět zvolen starostou města.
V krajských volbách v roce 2012 byl zvolen zastupitelem Ústeckého kraje. Kandidoval jako člen SZ za subjekt Hnutí PRO! kraj (tj. SZ, HNHRM a KDU-ČSL). Ve volbách v roce 2016 obhajoval mandát krajského zastupitele jako člen SZ na kandidátce subjektu "Česká pirátská strana a Strana zelených", ale neuspěl.
Ve volbách do Evropského parlamentu v roce 2014 kandidoval na 15. místě kandidátky Strany zelených, ale neuspěl. Ve volbách do Evropského parlamentu v červnu 2024 kandidoval na 16. místě kandidátky Zelených. Strana však získala pouze 1,55 % hlasů, a zvolen tak nebyl.
Ve sněmovních volbách v roce 2025 kandiduje z posledního 26. místa kandidátní listiny Pirátů v Ústeckém kraji.